# Особняк Мещерских (Климовичи)
Особняк князей Мещерских (бел. Сядзіба князёў Мяшчэрскіх) — здание в городе Климовичи Могилёвской области Белоруссии, расположенное по адресу: ул. Советская, 69. Памятник деревянного зодчества XIX века. В настоящее время в здании особняка расположен Климовичский районный краеведческий музей.

## История
Особняк построен по инициативе князя Николая Мещерского, предводителя дворянства Мстиславского уезда, для своей дочери Марии в 1867 году. До 1917 года являлся центром светской жизни Климовичей: особняк посещали местные художники, музыканты и артисты.
После установления советской власти усадебный дом конфискован под революционный комитет, а позднее в нём находились партийные и комсомольские органы Климовичского района.
В период оккупации в годы Великой Отечественной войны здесь располагалось казино для немецких офицеров.
После войны бывший особняк Мещерских использовался в качестве школы, склада «Заготзерно», интерната для умственно отсталых детей, счётного отдела Климовичской машиносчётной станции. В 1978 году здание передано Климовичскому районному краеведческому музею.
Постановлением Совета Министров Республики Беларусь от 14 мая 2007 года № 578 здание бывшего особняка князей Мещерских внесено в Государственный список историко-культурных ценностей Республики Беларусь как историко-культурная ценность регионального значения.

## Архитектура
Усадебный дом выполнен в русском стиле. Представляет собой деревянное одноэтажное почти квадратное в плане здание с пристройкой в юго-западной части. Композиция главного фасада трёхчастная. Центральная часть выделена мансардой с килевидным фронтоном, поле которого разделено крест-накрест профилированными стяжками, украшено резными накладными деталями, ломаными лестничными лентами. Боковые части завершены треугольными фронтонами. Широкая полоса фриза декорирована резьбой в виде кружев. Окна лучковые, на главном и южном фасадах украшенные резными наличниками. Планировка коридорная. С северной стороны расположен вестибюль с лестницей в мансарду.